# Schleswig-Holstein-Express
| Kursbuchstrecke (DB): | 131    |                             |                             |
| Streckenlänge: | 192 km |                             |                             |
| |        |                             |                             |
| Zuglauf |        |                             |                             |
| \| \| \| Padborg (bis Dezember 2010) \| \| \| \| Flensburg \| \| \| \| Tarp \| \| \| \| Jübek \| \| \| \| Schleswig \| \| \| \| Owschlag \| \| \| \| Rendsburg \| \| \| \| Nortorf \| \| \| \| Neumünster \| \| \| \| Elmshorn \| \| \| \| Hamburg-Dammtor \| \| \| \| Hamburg Hauptbahnhof \| |        |                             |                             |
| Kopfbahnhof Streckenanfang (Strecke außer Betrieb) |        | Padborg (bis Dezember 2010) | Padborg (bis Dezember 2010) |
| Kopfbahnhof Strecke bis hier außer Betrieb |        | Flensburg                   | Flensburg                   |
| Bahnhof |        | Tarp                        | Tarp                        |
| Bahnhof |        | Jübek                       | Jübek                       |
| Bahnhof |        | Schleswig                   | Schleswig                   |
| Bahnhof |        | Owschlag                    | Owschlag                    |
| Bahnhof |        | Rendsburg                   | Rendsburg                   |
| Bahnhof |        | Nortorf                     | Nortorf                     |
| Bahnhof |        | Neumünster                  | Neumünster                  |
| Bahnhof |        | Elmshorn                    | Elmshorn                    |
| Bahnhof |        | Hamburg-Dammtor             | Hamburg-Dammtor             |
| Kopfbahnhof Streckenende |        | Hamburg Hauptbahnhof        | Hamburg Hauptbahnhof        |

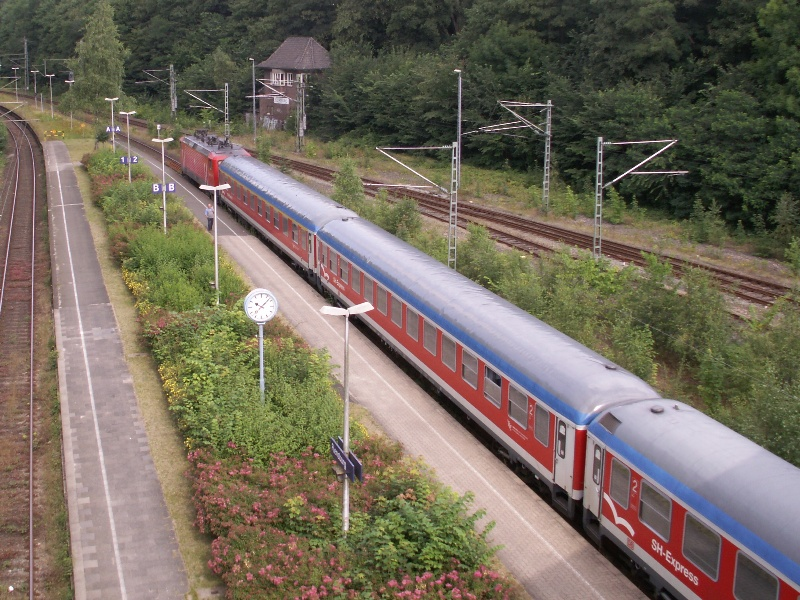
SH-Express in Flensburg

Der Schleswig-Holstein-Express (SCHLEX) war eine stündlich verkehrende Verkehrslinie der DB Regio Nord, früher Regionalbahn Schleswig-Holstein, die Flensburg über Neumünster mit Hamburg verband (Kursbuchstrecke 131). Sie ersetzte dabei den vormals auf der gleichen Relation fahrenden Flensburg-Express (FLEX). Seit dem Fahrplanwechsel im Dezember 2015 wird die Verbindung als RE 7 bezeichnet.

## Entstehung
Seit dem 11. Dezember 2005 wurden die schnellen Nahverkehrsleistungen auf der Relation Padborg – Flensburg – Neumünster – Hamburg Hauptbahnhof gemäß einem Verkehrsvertrag über neun Jahre Laufzeit von DB Regio Schleswig-Holstein erbracht. Diese konnte sich in der nunmehr dritten Ausschreibung der Linie erstmals gegen den Hauptkonkurrenten Nord-Ostsee-Bahn durchsetzen, der die Linie seit November 2003 betrieben hatte. Ein Novum bei dieser Entscheidung war, dass die Verkehrsleistung nicht an den monetär günstigsten Bieter vergeben wurde, sondern das beste Gesamtangebot erfolgreich war. In einer großangelegten Marketing-Kampagne wurde der neue Zug als Schleswig-Holstein-Express beworben, im Fahrplan ist er als Regional-Express veröffentlicht und wurde auf Wagenstandanzeigern als SHE bezeichnet. Seit dem Fahrplanwechsel im Dezember 2010 fahren die Züge nur noch bis Flensburg; seit Dezember 2014 ersetzen die RE die bisher zweistündliche RB Neumünster – Flensburg und sind jetzt von und nach Hamburg durchgebunden.

## Betrieb

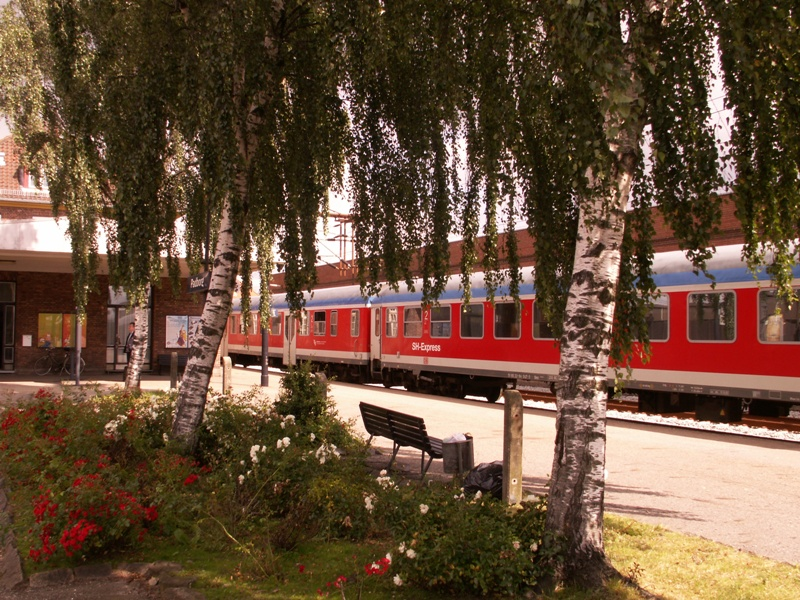
SH-Express in Padborg

Täglich verkehrten 20 Zugpaare im Stundentakt.

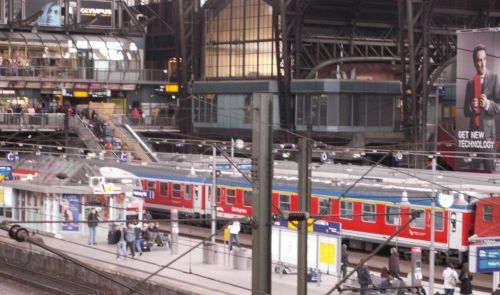
SH-Express in Hamburg Hbf

Die Züge hielten außer an den oben bereits erwähnten Knotenbahnhöfen noch in Tarp, Jübek, Schleswig, Owschlag, Rendsburg, Nortorf, Elmshorn und Hamburg-Dammtor. Die Fahrzeit für die Gesamtstrecke (192 Kilometer) betrug etwa zwei Stunden. Das damals angebotene Bordcatering (Getränke und Snacks) mit Bedienung am Platz wurde von einer externen Firma angeboten.
Seit dem Fahrplanwechsel im Dezember 2015 wurden die Fahrten mit Doppelstockwagen geleistet, in denen kein Bordcatering mehr angeboten wurde, der Schleswig-Holstein-Express wurde seitdem nur noch als RE 7 bezeichnet.
Seit dem Fahrplanwechsel 2017 verkehrt der RE 7 stündlich zwischen Hamburg und Flensburg; von Hamburg bis Neumünster fahren jeweils zwei Doppelstock-Triebzüge als Doppeltraktion, der eine Teil fährt weiter bis Flensburg, der andere nach Kiel.

## Fahrzeugeinsatz
Zum Einsatz kamen elektrische Lokomotiven der Baureihe 112 mit aus sieben Wagen (davon einer der ersten Klasse) bestehenden Wendezügen. Diese Wagen waren im aktuellen Farbschema von DB Regio lackiert, wiesen jedoch besondere Dekorationsmerkmale wie den blauen-weißen Zierstreifen am Dach (zusammen mit dem für DB Regio üblichen Verkehrsrot der Wagen die Farben der Flagge Schleswig-Holsteins) und die Beschriftungen SH-Express auf.
Die eingesetzten Wagen waren abgesehen von den Steuerwagen umfangreich modernisierte, ehemalige Interregio-Wagen, die unter anderem mit Armlehnen in Holzoptik und neuen Sitzpolstern aufgewertet wurden. Klassische Komfortmerkmale des Fernverkehrs wie Leselampen, Sitzplatzreservierung (elektronisch) und laufruhige Drehgestelle blieben dabei erhalten. Außerdem kamen n-Wagen zum Einsatz.
Die Steuerwagen entsprachen optisch zwar weitgehend den in Schleswig-Holstein üblichen Regionalverkehrs-Steuerwagen, die aus n-Wagen entstanden, jedoch sind sie aus Halberstädter Mitteleinstiegswagen der ehemaligen Deutschen Reichsbahn entstanden und wurden für 160 km/h zugelassen (n-Wagen nur für 140 km/h). Sie boten neben einem behindertengerechten Sanitärraum einen Snack- und Getränkeautomaten und einen geräumigen Mehrzweckraum. Die in den SH-Express-Zügen eingesetzten Steuerwagen wiesen darüber hinaus Schwenkschiebetüren statt der sonst üblichen Drehfalttüren auf und besaßen zusätzlich einen bordeigenen Hublift, der mobilitätseingeschränkten Fahrgästen den Einstieg erleichterte. Teilweise kam jedoch auch ein n-Wagen als Steuerwagen zum Einsatz.
Seit Dezember 2015 kamen Elektrolokomotiven der Baureihe 112 mit bis zu fünf Doppelstockwagen zum Einsatz. Der Steuerwagen und der Wagen mit Erster-Klasse-Bereich sind herkömmliche Bombardier-Doppelstockwagen der vierten Generation, die restlichen Mittelwagen neue Doppelstockwagen vom Typ Bombardier Twindexx Vario im neuen grau-grünen NAH.SH-Design. Die vorherigen Schleswig-Holstein-Express-Wagen verkehrten, bis sie für den Ersatzverkehr auf der Marschbahn benötigt wurden, auf der Linie RB 77 Neumünster–Kiel und ersetzten dort n-Wagen. Im Winter 2017, zum Fahrplanwechsel, wurde die Linie RB 77 abgeschafft.
Auf dem RE7 werden seit 2018 vollständig die neuen Bombardier-Twindexx-Vario-Garnituren, bestehend aus zwei angetriebenen Steuerwagen der Bauart DABpzfa und zwei Mittelwagen der Bauart DBpza eingesetzt.

### Fahrzeugtabelle
In folgender Fahrzeugtabelle sind die auf dem SH-Express bzw. dessen Nachfolgeleistung RE7 eingesetzten Fahrzeuge aufgelistet:
|                       | Aimz 541.8            | Bimz 548.8            | Bnrbdzf 480.1                                    | Bybdzf 482.4             | DABpza               | DBpza            | DBpbzfa 766.4    | DABpzfa              |
| --------------------- | --------------------- | --------------------- | ------------------------------------------------ | ------------------------ | -------------------- | ---------------- | ---------------- | -------------------- |
| Außenansicht          |                       |                       |                                                  |                          |                      |                  |                  |                      |
| Innenraum             |                       |                       |                                                  |                          |                      |                  |                  |                      |
| Einsatz               | 2005–2016             | 2005–2016             | 2005–2016                                        | 2005–2016                | 2016–2018            | seit 2016        | 2016–2018        | seit 2018            |
| Umbau                 | 2005                  | 2005                  | 1999–2000                                        | 2005                     | Neubau 2006–2008     | Neubau 2013–2016 | Neubau 2006–2008 | Neubau 2013–2018     |
| Anzahl                | Aimz/Bimz zusammen 27 | Aimz/Bimz zusammen 27 | 3                                                | 4                        |                      | 34               |                  | 34                   |
| Sitzplätze            | 50                    | 60                    | 54                                               | 56 (davon 33 Klappsitze) |                      | etwa 140         | 91               |                      |
| Wagenklasse(n)        | 1. Klasse             | 2. Klasse             | 2. Klasse                                        | 2. Klasse                | 2. Klasse, 1. Klasse | 2. Klasse        | 2. Klasse        | 2. Klasse, 1. Klasse |
| Höchstgeschwindigkeit | 200 km/h              | 200 km/h              | 140 km/h                                         | 160 km/h                 | 160 km/h             | 160 km/h         | 160 km/h         | 160 km/h             |
| Bemerkungen           |                       |                       | vereinzelte Einsätze als Ersatz für Bybdzf 482.4 |                          |                      |                  |                  |                      |